# Meeting Herculis 2014
Navigation
Édition précédente Édition suivante
Le Meeting Herculis 2014 est la 27e édition meeting international d'athlétisme Herculis qui a lieu le 18 juillet 2014 au Stade Louis-II de Monaco. Il constitue la dixième étape de la Ligue de diamant 2014.

## Résultats

### Hommes
| Épreuve          | Vainqueur                            | Second                              | Troisième                         |
| ---------------- | ------------------------------------ | ----------------------------------- | --------------------------------- |
| 200 m            | Justin Gatlin 19 s 68 (WL, PB, MR)   | Nickel Ashmeade 19 s 99             | Christophe Lemaitre 20 s 08 (SB)  |
| 400 m            | LaShawn Merritt 44 s 30              | Gil Roberts 44 s 62                 | Isaac Makwala 44 s 90             |
| 1 500 m          | Silas Kiplagat 3 min 27 s 64 (WL)    | Asbel Kiprop 3 min 28 s 45 (SB)     | Ronald Kwemoi 3 min 28 s 81 (WJR) |
| 3 000 m steeple  | Jairus Birech 8 min 3 s 33           | Conseslus Kipruto 8 min 9 s 81 (SB) | Hillary Yego 8 min 10 s 23        |
| 110 m haies      | Pascal Martinot-Lagarde 12 s 95 (NR) | Orlando Ortega 13 s 01 (PB)         | Sergueï Choubenkov 13 s 14        |
| Saut en longueur | Li Jinzhe 8,09 m                     | Ignisious Gaisah 8,01 m             | Luis Rivera 8,00 m                |
| Saut en hauteur  | Bohdan Bondarenko 2,40 m (MR)        | Mutaz Essa Barshim 2,37 m           | Ivan Ukhov 2,34 m                 |
| Lancer du disque | Piotr Małachowski 65,84 m            | Jorge Fernández 65,46 m             | Gerd Kanter 64,98 m (SB)          |

### Femmes
| Épreuve           | Vainqueur                              | Seconde                         | Troisième                          |
| ----------------- | -------------------------------------- | ------------------------------- | ---------------------------------- |
| 100 m             | Tori Bowie 10 s 80 (WL)                | Veronica Campbell-Brown 10 s 96 | Murielle Ahouré 10 s 97 (SB)       |
| 800 m             | Ajee Wilson 1 min 57 s 67 (WL)         | Eunice Sum 1 min 57 s 92 (SB)   | Winnie Nanyondo 1 min 58 s 63 (NR) |
| 5 000 m           | Genzebe Dibaba 14 min 28 s 88 (WL)     | Almaz Ayana 14 min 29 s 19 (SB) | Viola Kibiwot 14 min 33 s 73 (SB)  |
| 400 m haies       | Kaliese Spencer 54 s 09                | Georganne Moline 54 s 73        | Cassandra Tate 55 s 07             |
| Triple saut       | Caterine Ibargüen 15,31 m (AR, WL, MR) | Yekaterina Koneva 14,89 m (PB)  | Kimberly Williams 14,59 m (SB)     |
| Saut à la perche  | Fabiana Murer 4,76 m                   | Jennifer Suhr 4,71 m (SB)       | Ekateríni Stefanídi 4,71 m (NR)    |
| Lancer du poids   | Valerie Adams 20,38 m                  | Christina Schwanitz 19,54 m     | Michelle Carter 19,05 m            |
| Lancer du javelot | Barbora Špotáková 66,96 m (SB)         | Martina Ratej 64,58 m           | Kimberley Mickle 62,94 m           |

## Légende
Records et Performances
- AR : Record continental (area record)
- CR : Record des championnats (championship record)
- MR : Record du meeting (meet record)
- NR : Record national (national record)
- OR : Record olympique (olympic record)
- PR : Record paralympique (paralympic record)
- PB : Record personnel (personal best)
- SB : Meilleure performance personnelle de la saison (season's best)
- WL : Meilleure performance mondiale de l'année (world leader)
- WJR : Record du monde junior (world junior record)
- WR : Record du monde (world record)

Circonstances et Conditions
- DNF : N'a pas terminé (did not finish)
- DNS : N'a pas pris le départ (did not start)
- DQ : Disqualification (disqualification)
- NM : Aucun essai valable enregistré (No Mark)
- Q : Qualifié « directement » au prochain tour (ou à la prochaine compétition), lors d'une compétition majeure, grâce au classement ou à la réalisation des minima (automatic qualifier)
- q : Qualifié au prochain tour (ou à la prochaine compétition), lors d'une compétition majeure, grâce au repêchage ou à la réalisation de l'une des meilleures performances parmi celles des « non qualifiés directement » (grâce au meilleur temps ou à la meilleure distance par exemple) (secondary qualifier)